# منطقه پراکاسام
https://prakasam.nic.in/
|footnotes=
|official_name=منطقه پراکاسام
|image_skyline=Prakasam district Montage.png
}}
منطقه پراکاسام (به انگلیسی: Prakasam district) یک منطقهٔ مسکونی در هند است که در آندرا پرادش واقع شده‌است. منطقه پراکاسام ۱۷٬۶۲۶ کیلومتر مربع مساحت و ۳٬۳۹۷٬۴۴۸ نفر جمعیت دارد.